# 1749 na ciência

## Nascimentos
| Data        | Nome                 | Profissão                                   | Nacionalidade | Observações | Ref |  |
| ----------- | -------------------- | ------------------------------------------- | ------------- | ----------- | --- |  |
| 23 de março | Pierre-Simon Laplace | matemático, astrónomo                       | França        | m. 1827     |     |  |
| 17 de maio  | Edward Jenner        | médico, inventor da vacina contra a varíola | Inglaterra    | m. 1823     |     |  |

## Mortes
| Data | Nome | Profissão | Nacionalidade | Observações | Ref |
| ---- | ---- | --------- | ------------- | ----------- | --- |

## Prémios
Medalha Copley
- John Harrison[1]